# Patricio Reyes
Patricio Reyes, mit vollständigem Namen Óscar Patricio Reyes Sánchez, (* 16. Dezember 1957 in Arica) ist ein ehemaliger chilenischer Fußballspieler. Der Abwehrspieler spielte 19-mal für die Nationalmannschaft Chiles.

## Karriere

### Vereinskarriere
Patricio Reyes debütierte 1977 bei Universidad de Chile, für das er einen Großteil seiner Karriere spielte. Anfangs hatte Reyes keinen Startelfplatz, weshalb er 1978 ein Jahr an Deportes Arica aus der zweiten Liga verliehen wurde. Zurück bei Universidad de Chile wurde er 1979 Pokalsieger und erkämpfte sich einen Stammplatz. 1980 errang der der Defensivspieler mit seinem Klub die Vizemeisterschaft. In der Saison 1988 stieg der Universitätsklub in die Zweitklassigkeit ab, jedoch ging Reyes auf Leihbasis zu Deportes La Serena und blieb so in der Primera División. Nach dem geglückten direkten Wiederaufstieg spielte Reyes noch zwei weitere Jahre für La U und beendete 1991 seine Karriere.

### Nationalmannschaftskarriere
Das Debüt in der chilenischen Nationalmannschaft gab Reyes im April 1983 beim Freundschaftsspiel gegen Brasilien. Danach blieb er drei Jahre außen vor, war dann aber ab 1986 Stammspieler von La Roja. Bei der Copa América 1987 gelang Chile in der Gruppenphase ein sensationelles 4:0 über Brasilien, bei dem Reyes auf dem Platz stand. Auch beim 2:1-Halbfinalsieg über Kolumbien und bei der 0:1-Niederlage im Finale gegen Uruguay spielte Reyes von Beginn an.
Reyes spielte auch bei der Copa América 1989 alle vier Gruppenspiele, allerdings schied das Team von Orlando Aravena als Gruppendritter der fünf Teams aus. Beim entscheidenden Qualifikationsspiel für die Weltmeisterschaft 1990 gegen Brasilien spielte Reyes bis zur 63. Spielminute, als er beim Stand von 0:1 für Offensivspieler Ivo Basay ausgewechselt wurde. Nach dem Abbruch der Partie wurde das Spiel mit 2:0 für Brasilien gewertet und Chile nahm nicht an der Weltmeisterschaft teil. Das Skandalspiel von Maracanã war das letzte Länderspiel von Reyes, der zwei Tore in 30 Partien für Chile erzielte.

## Erfolge
Universidad de Chile
- Chilenischer Pokalsieger: 1979